# Trời cao hoàng đế xa
Trời cao hoàng đế xa (tiếng Trung: 天高皇帝远; Hán Việt: Thiên cao hoàng đế viễn) là một câu tục ngữ Trung Quốc được cho là bắt nguồn từ tỉnh Chiết Giang thời nhà Nguyên.
Chính phủ Trung ương Trung Quốc tại Bắc Kinh thực hiện rất ít sự giám sát trực tiếp đối với công việc của các chính quyền cấp thấp hơn, cho phép nhiều quyền tự trị khu vực trong nước. Do đó, câu tục ngữ nói chung có nghĩa là chính quyền trung ương có ít ảnh hưởng đến các vấn đề địa phương và nó thường được sử dụng để chỉ tham nhũng.
Câu nói này, như được coi là ở Trung Quốc, có nhiều ý nghĩa. Thường thì nó liên quan đến những việc nhỏ nhặt như đi trên bãi cỏ khi không có ai quan sát, phớt lờ mệnh lệnh vì người cha ở xa, chặt gỗ khi không được phép. Ngày nay, nó có thể được sử dụng để mô tả một nơi vô luật pháp cách xa chính quyền.
Biến thể ban đầu, "núi cao hoàng đế xa", vẫn còn được nghe thấy (山高皇帝远).